# Ralph Linton
Ralph Linton (ur. 27 lutego 1893 w Filadelfii, zm. 24 grudnia 1953 w New Haven) – amerykański antropolog kultury i socjolog.

## Życiorys
W latach 1937–1946 był profesorem antropologii na Uniwersytecie Columbia (w Nowym Jorku), a w latach 1946–1953 na Uniwersytecie Yale (w New Haven). Prowadził badania terenowe w wielu krajach obu Ameryk, na Markizach (Polinezja) i Madagaskarze. W centrum jego zainteresowań były relacje zachodzące między osobowością a kulturą. Zajmował się także miejscem roli społecznej w życiu jednostek.

## Najważniejsze prace
- The Study of Man: An Introduction (1936)
- Individual and his Society (1939, współautor)
- Acculturation of Seven American Indian Tribes (1940)
- Kulturowe podstawy osobowości (1945, wyd. polskie 1975)
- The Tree of Culture (1955)
- Culture and Mental Disorders (1956)